# شون ميتلاند
شون ميتلاند (بالإنجليزية: Sean Maitland)‏ هو لاعب اتحاد الرغبي نيوزيلندي، ولد في 14 سبتمبر 1988 في Tokoroa ‏ في نيوزيلندا.

## وصلات خارجية
- شون ميتلاند عل موقع إسبنسكروم (الإنجليزية)
- شون ميتلاند على موقع ItsRugby.co.uk (الإنجليزية)